# 甘露寺熙長
甘露寺 熙長（かんろじ ひろなが）は、室町時代後期から戦国時代にかけての公家。権大納言・中山孝親の長男。官位は正五位上・左少弁。初名は宗親（むねちか）。

## 経歴
権大納言・中山孝親の長男として誕生。当初は中山 宗親（なかやま むねちか）と名乗った。のちに権大納言・甘露寺伊長の養子となり甘露寺 熙長（かんろじ ひろなが）に改名する。
左衛門佐、左少弁、正五位上に叙されるが、天文17年（1548年）に家督を継ぐ前に死去した。享年15。
熙長の後は、甘露寺経元（冷泉為豊の次男）が養子入りし家督を継いだ。

## 官歴
『系図纂要』による
- 時期不明：左衛門佐、左少弁、正五位上
- 天文17年（1548年） 2月17日：卒去（享年15）

## 系譜
『系図纂要』による
- 父：中山孝親
- 母：五辻諸仲の娘